# Wilhelm Busch
Heinrich Christian Wilhelm Busch (født 15. april 1832 i Wiedensahl ved Stadthagen, død 9. januar 1908 i Mechtshausen, nu en bydel af Seesen i Harzen) var en betydningsfuld humorist og satiriker og regnes for tegneseriernes stamfader med Max og Moritz. 

## Biografi
Busch var den ældste i en børneflok på syv. Som niårig kom han 1841 i pleje hos sin onkel Georg Kleine, præst i Ebergötzen ved Göttingen). Først tre år efter så han sine forældre. Buschs onkel gav ham privatundervisning. I efteråret 1846 flyttede Wilhelm Busch sammen med familien Kleine til Lüthorst ved Solling, hvor han 1847 blev konfirmeret af pastor Kleine. 
Samme år indledte han et maskiningeniørstudium på det polytekniske-universitet i Hannover. 1851 afbrød han studiet og studerede på kunstakademierne i Düsseldorf, Antwerpen og til sidst i München.
1854 blev Wilhelm Busch medlem af kunstforeningen Jung München. Efter hans søsters død i juni 1858 koncentrerede han sig intensivt med anatomitegning og maleri. Rettighederne til Max og Moritz solgte han som studerende i 1865 for 1700 guldmark til sin forlægger Kaspar Braun, der tjente en formue. Først i høj alder fik Wilhelm Busch af forlaget 20.000 guldmark, som han videregav til velgørende formål. 
1864 udgav han det satiriske værk Der Heilige Antonius von Padua, som blev forbudt og først udkom seks år efter. 1872 flyttede Busch til Wiedensahl, hvorfra han ofte tog på udenlandsrejser til bl.a. Italien og Holland. 1872 skrev og tegnede Busch de tre billedhistorier Die Fromme Helene, Bilder zur Jobsiade og Pater Filuzius. 
1873 udkom Der Geburtstag og 1874 Dideldum. 1898 flyttede han til sin nevø i Mechtshausen. 
Ved siden af sit forfatterskab malede Busch ca. 1000 oliemalerier, som først blev offentliggjort efter hans død i 1908. 
- Max og Moritz
- Aben Fipps
- Hr. og fru Knopp
- Hans Huckebein